# クレイリッシュ
株式会社クレイリッシュは、埼玉県さいたま市に本社を置く事業者向け貸金業者。

## 概要
設立　　　　　2001年　（平成１３年）７月５日
　本社　　　　　埼玉県さいたま市見沼区東大宮五丁目４番地２
　　　　　　　　ロン・ポワンビル　１階
　事業内容　　　事業者向けの金融事業
　　　　　　　　売掛債権の売買事業
　主要取引先　　一般法人・個人事業主

## 概略
帝国データバンクの業種別（事業者向け貸金業を専業とする部門：2021年）売上高ランキングでは、埼玉県及び北関東地域において2016年より2021年まで５年連続して第一位にランキングされ、個人事業主から上場企業まで全国の企業を取引の対象としている。
　2021年現在の株式会社クレイリッシュの取扱営業品目は、手形割引・電子記録債権割引、及び不動産担保融資・売掛債権担保融資・無担保融資・診療報酬債権担保融資・有価証券担保融資・動産担保融資、並びに三者間のファクタリングであり、特定の営業品目に特化する貸金業者が多い中で、割引、及び融資、並びにファクタリングという異なる分野の金融サービスに多角的に取組む品目の数ではトップクラスである。
　クレイリッシュの設立は2001年で、貸金業登録番号は埼玉県知事（８）第03497号である。
（登録番号の括弧内の番号は初回登録時に（１）が付与され、３年毎の登録更新時に１ずつ加算される仕組みであるため、（８）は21年から24年目の登録である事を表す。）

## 代表者の生い立ち
株式会社クレイリッシュの代表取締役社長である髙木秀男氏は、1960年に埼玉県大宮市（現さいたま市）で電気通信工事を家業とする5人家族の末っ子として生まれ、普通の幼少期を過ごしていた。しかし、髙木氏が中学生当時、日本はオイルショックと呼ばれた景気後退に見舞われ、髙木氏の父が経営する会社は倒産した。その負債は祖父に肩代わりされ、自宅は残ったものの父の収入は途絶え、家計は長らく困窮した。
　倒産から１年、この時既に髙木氏は、高校に進学していたが、父は定職に就けぬまま、姉は婚姻を機に家を出た。その数日後、突如として母が失踪した。さらにその半月後には、兄も失踪し、一月の間に五人家族は髙木と父だけになってしまった。父との二人暮らしとなった髙木氏は、高校に通いながらアルバイトで家計を支え、卒業後には、社会人となり念願の一人暮らしをはじめた。
　しかし、引越し費用などで生活費が不足し、消費者金融業者より7万円を借りた。この借入が髙木氏と貸金業者の最初の接点であり、これを機に貸金業という業種の重要性を痛感した。
　1979年髙木氏は、事業者向け貸付を生業とする貸金業者である泰平物産株式会社（現：株式会社バンカーズ）に転職し、その10年後には、宇都宮支店の責任者を務めるまでに昇進したものの、大規模なリストラの対象となり1992年に退職した。同年、同業のテンセービングス株式会社に入社し、約１０年間勤務したが、事業で得た利益を浪費し、新たな投資に回らない企業体質に落胆し、自ら起業を決意し2001年に退職した。
　髙木氏は21年間にわたり事業者向け貸金業者で金融技術を学びながら起業に必要な資本を蓄え、2001年7月に株式会社クレイリッシュを設立し、代表取締役社長に就任した。
　髙木氏は、父が経営する会社の倒産をトリガーとした貧困と一家離散という苦難を糧とし、貸金業者として、国内の企業倒産を減らすべく迅速で誠実な金融に努めた。クレイリッシュの評判は口コミで伝わり、営業せずとも顧客が増え、求人せずとも社員が増えたという。

## 貸金業者の趨勢
日本国内の貸金業者数は、1986年に47,504者を数えたが、2020年には1650者と96.5％減少した。貸金業者減少の原因は、資金需要者の保護を目的とする「上限金利規制の厳格化」、及び「過払金返還請求の発生」であるが、これに加えリーマンショックの際には、多くの貸金業者が「資金調達不能」となり、その後の２年間で6千者以上の貸金業者が減少した。株式会社クレイリッシュは、貸金業界全体が縮小するなかで、貸付金の元手となる資金を調達する金融機関に対し、不良債権残高、及び財務諸表などを毎月公開するというガラス張りの経営で、信用を蓄積し、かつ廃業した貸金業者の雇用の受け皿となり、事業規模を大きく拡大した。
　設立以来一度も赤字決算がなく、19期連続の黒字決算を計上している株式会社クレイリッシュにも経営の危機はあった。2008年、リーマンショックによる世界的な金融危機が発生した時である。この際、銀行を含む7件の資金調達先にあたる金融機関のうち2件が経営破綻し、3件の金融機関からは新規貸付を停止され、資金を引き揚げられた。　この結果、取引する金融機関は2件にまで減少し、資金繰りは逼迫した。また、担保としていた不動産の価値が大きく下落し、1億円以上の不良債権が発生した。さらに貸金業法が改正され、それまでの法定の上限金利が約半分に制限された。　このためクレイリッシュは、一時的に大口の貸付を減らし、かつそれまでに契約していた保険契約の全てを解約し、1億3千万円の営業外利益を計上し、全ての不良債権を処理（償却又は貸倒引当金を充当）し、破綻を免れた。その後徐々に金融機関との取引が再開し、また新たな金融機関との取引も増え、現在に至る。

## 加盟する団体
クレイリッシュの指定信用情報機関は、銀行やノンバンクなどが加盟する日本信用情報機構であり、法人信用情報及び個人信用情報の収集と登録を行っている。
　クレイリッシュは日本貸金業協会に加盟し、同協会が策定した貸金業務規則を遵守し、貸金業法などの法律より厳しい自主規制を導入し、資金需要者の保護に努めている。髙木氏は、同協会の企画調査委員を務め、貸金業者の健全な発展を目的とする活動に尽力している。
　クレイリッシュは、全国の事業者向け貸金業者が加盟する、全国事業者金融協会（略称NBFA）に加盟しており、髙木氏はこの協会の副会長を務めている。主な活動として事業者向け貸金業者の法令遵守態勢の向上、並びにヤミ金融の撲滅に尽力している。

## 沿革
2001年（平成13年）07月　　現代表者である髙木が事業者向け貸金業を目的として設立
2001年（平成13年）08月　　事業者向け貸金業者として埼玉県知事登録を済ませ手形割引と事業資金の融資を開始する
2001年（平成13年）09月　　本社を現住所地である柏洋ビル4階に移転
2001年（平成13年）12月　　不動産を担保とした融資を開始
2002年（平成14年）02月　　売掛債権担保融資を開始
2003年（平成15年）02月　　資本金を5,000万円に増資
2003年（平成15年）05月　　資本金を9,000万円に増資
2003年（平成15年）07月　　営業フロアを増床すべく、柏洋ビルの2階へ移転
2003年（平成15年）10月　　有価証券ならびにゴルフ会員権を担保とした融資を開始
2004年（平成16年）02月　　資本金を9,900万円に増資
2004年（平成16年）03月　　貸金業者の自主規制機関である日本事業者金融協会に加盟
2005年（平成17年）01月　　介護報酬ならびに医療報酬を担保とした融資を開始
2005年（平成17年）04月　　手形割引のエリアを全国に拡大し、非対面での割引取引を開始
2005年（平成17年）10月　　柏洋ビル3階のワンフロアへ移転
2006年（平成18年）11月　　動産担保融資を開始
2007年（平成19年）11月　　三者間ファクタリング業務（売掛債権の売買）を開始
2008年（平成20年）01月　　貸付の上限金利を、年率15％に引下げ
2008年（平成20年）02月　　貸金業者の自主規制機関である日本貸金業協会に加盟
2008年（平成20年）02月　　宅地建物取引業の認可を取得
2009年（平成21年）01月　　電子化された株券を担保とする融資を開始
2010年（平成22年）02月　　事業者向け貸金業者の任意団体である全国事業者金融協会に加盟
2011年（平成23年）08月　　古物商の許可を取得し、動産のリース事業を開始
2013年（平成25年）05月　　電子化された債権である電子記録債権の割引（でんさいの割引）を開始
2016年（平成28年）07月　　埼玉県内の業種別売上高ランキングで第１位を獲得　（帝国データバンク調べ：事業者向貸金業専業部門）
2020年（令和２年）12月　　電子契約を利用した非対面貸付を導入